# ملتحمات الأصابع
ملتحمات الأصابع (الاسم العلمي: Syndactyli) هي رتبة كبيرة من ثدييات تتبع أصنوفة الجرابيات الأسترالية.

## التصنيف
- رتبة ثنائيات الأسنان الأمامية
  - رتيبة ومبتيات الشكل
    - فصيلة الدببة الجرابية
      - الكوالا

    - فصيلة الومبتيات
      - جنس الومبت
      - جنس الومبت مشعر الخطم

  - رتيبة كنغريات الشكل
    - فصيلة الكناغر الجرذية المسكية
      - كنغر جرذي مسكي

    - فصيلة البوطورات
      - قبيلة البوطوراوية
        - بطونق
        - بوطور
        - كنغر جرذي أحمر
        - كنغر جرذي صحراوي

      - قبيلة البوطوراوية القديمة
        - بوطور قديم

    - فصيلة †البلباريات
      - أسرة †البلباراوات
        - †البلبار
        - †النامبار
        - †الغاناوامايا

    - فصيلة الكنغريات
      - ولب أرنبي مخطط
      - أسرة الكنغراوات
        - †الواتوت
        - †الكوراب
        - بديملون
        - كنغر (جنس)
        - ولب غينيا الجديدة
        - ولب المستنقعات
        - ولب مخلبي الذيل
        - كوكا (حيوان)
        - ولب الصخور
        - ولب أرنبي
        - كنغر شجري
        - ولب الغابات